# Pieralberto Carrara
Pieralberto Carrara, född 14 februari 1966 i Serina, är en italiensk före detta skidskytt.
Carrara blev olympisk silvermedaljör på 20 kilometer vid vinterspelen 1998 i Nagano.